# Anaphes flavipes
Anaphes flavipes es un insecto himenóptero de la familia Mymaridae, conocido por ser un parásito de huevos de escarabajo, principalmente de los géneros Lema y Oulema, que causan importantes plagas en cultivos de cereales. Es por ese motivo que, aunque proviene de Europa, se ha introducido en América del Norte como agente de control biológico.
Sobre su etimología, Anaphes flavipes proviene del griego άvαφής (“Anaphes”), que significa “impalpable”, en referencia al diminuto tamaño del cuerpo, y del latín “flavipes”, “pies amarillos”. A. flavipes fue descrita por primera vez por Arnold Förster en 1841, aunque inicialmente como una especie del género Gonatocerus.

## Morfología
Dentro de la familia Mymaridae encontramos algunos de los ejemplos más notables de miniaturización en insectos. De hecho, tanto el insecto volador como el no volador más pequeños conocidos se ubican dentro de esta familia (Kikiki huna y Dicopomorpha echmepterygis, respectivamente), ambos con un tamaño inferior a los 0,2 mm.
Aunque Anaphes flavipes no alcanza estos extremos, sigue mostrando un elevado grado de miniaturización, con machos y hembras adultos que suelen oscilar entre los 0,4 mm y los 0,6 mm de longitud corporal.
A pesar de la gran reducción y las modificaciones en su sistema nervioso, son capaces de mostrar patrones de comportamiento complejos propios de himenópteros de gran tamaño, por ejemplo, durante la búsqueda de sus huéspedes.
De la misma forma, algunos órganos sensoriales, como los ojos compuestos, conservan su funcionalidad y complejidad aún teniendo un tamaño extremadamente reducido. Para esta especie, se ha demostrado que el proceso de miniaturización no ha implicado una reducción en el número de células ni en el número de tipos celulares respecto a himenópteros de gran tamaño.
Anaphes flavipes forma parte de un complejo de especies cuyos límites no están todavía bien definidos. Esto, junto a su diminuto tamaño, hace que su identificación sea realmente compleja.
A grandes rasgos, esta especie se caracteriza por el siguiente conjunto de características, según Samková et al. (2017): coloración corporal marrón oscuro uniforme, las patas presentan un color marrón más claro, excepto las coxas, cuyo color es similar al del resto del cuerpo, y el metafemur y la metatibia, que presentan una coloración ligeramente más oscura. Las alas presentan una única hilera de setas marginales, la de mayor longitud alcanza los 140 µm en las alas anteriores y los 120 µm en las posteriores. La clava (última porción de las antenas, engrosada respecto al resto de la estructura en las hembras) es unisegmentada, y aproximadamente 4 veces más larga que ancha.
Por último, cabe destacar que Anaphes flavipes presenta un marcado dimorfismo sexual. En los machos las antenas son filiformes, y están compuestas por 12 segmentos, mientras que en las hembras, éstas son clavadas (con una porción distal engrosada), y formadas por 9 segmentos.

## Hábitat
Las preferencias de hábitat de Anaphes flavipes dependen en gran parte de las de sus huéspedes, por este motivo, suelen encontrarse en campos de cereales como trigo, avena o arroz, especialmente durante el mes de junio. Por otro lado, también frecuentan zonas húmedas, como carrizos u otros tipos de vegetación en márgenes de charcas y estanques.

## Distribución
Dentro de su área nativa Anaphes flavipes se distribuye ampliamente por la mayoría de países de Europa occidental, existiendo reportes verificados de su presencia en España, Francia, Italia, Alemania, Irlanda, Reino Unido, Bélgica, Países Bajos y Austria. En Europa central y oriental, su distribución parece ser más discontinua, conociéndose su presencia en Bulgaria, República Checa, Hungría, Macedonia, Polonia, Rumania, Serbia, Ucrania y Rusia occidental.
En la década de los 60 fue introducida con fines de control biológico en Canadá y Estados Unidos, donde se encuentra establecida actualmente.
Según un estudio de Triapitsyn et al. (2023), las diferencias genéticas entre A. flavipes y A. nipponicus (Kuwayama, 1932), una especie congenérica estrechamente emparentada, son prácticamente nulas, y podrían ser atribuidas a los niveles esperados de variabilidad intraespecífica. Por este motivo, los autores sugieren sinonimizar a A. nipponicus bajo el nombre A. flavipes, por haber sido este último taxón el que se describió en primer lugar. De ser aceptada esta propuesta, A. flavipes pasaría a tener una distribución mucho más amplia y disyunta, que incluiría los territorios conocidos para el actual A. nipponicus en Asia oriental (China, Taiwán, Japón, República de Corea y extremo oriental de Rusia).

## Ecología

### Alimentación
Durante los primeros días del estadio larvario, la larva de Anaphes flavipes se irá alimentando del vitelo del huevo parasitado. Una vez emergen los adultos, estos podrán alimentarse de compuestos ricos en carbohidratos, como el néctar. Debido al hecho de ser una especie proovigénica, la alimentación pasaría a tener un papel secundario, aunque se ha demostrado que los adultos alimentados pueden llegar a tener una esperanza de vida tres veces más larga.

### Reproducción
Esta especie, como muchas otras del orden Hymenoptera, presenta individuos dioicos, con dimorfismo sexual y es ovípara. También presenta cortejo sexual, pues los machos, en presencia de hembras, se dirigen hacia ellas extendiendo sus alas antes de realizar la cópula, que puede durar de unos pocos segundos a 2 minutos. El cortejo también puede incluir el uso de las antenas y la liberación de feromonas. 
Los machos, de media, copulan con unas 3 hembras antes de cerrar su ciclo. No sólo las hembras fecundadas ponen huevos ya que, mientras que los huevos de las hembras fecundadas dan lugar a otras hembras, los huevos no fecundados dan lugar a machos.
Una hembra puede parasitar entre 1 y 18 huevos de los géneros Oulema o Lema antes de cerrar su ciclo. Dentro de los huevos parasitados, la mayor parte de los huevos acabaran su desarrollo y se convertirán en adultos, pero el porcentaje de huevos viables se reduce de manera evidente a partir de los 6 huevos de Anaphes flavipes por cada huevo de escarabajo parasitado.

### Ciclo de vida
El ciclo de Anaphes flavipes empieza cuando las hembras adultas, estando fertilizadas o no, inyectan con su ovipositor sus huevos en los huevos del escarabajo. Antes de la oviposición, la hembra necesita examinar la idoneidad de los huevos con sus antenas. Para que una hembra inyecte sus huevos, los huevos de escarabajo no pueden tener más de 120 horas, ya que a partir de este punto los parásitos no se van a poder desarrollar en su interior. Inicialmente éstos huevos miden cerca de 200 micrómetros y tienen una prolongación en la parte anterior. A temperatura de 21 grados centígrados, después de 15 horas de la ovoposición, el embrión que contiene el huevo empieza a segmentarse. Unas 4 horas más tarde, aparece ya la larva. 
La larva se alimentará durante los próximos 5 días del vitelo del huevo que la contiene, periodo en el que ésta realiza una serie de movimientos con todo su cuerpo para intentar romper la capa protectora del huevo. En este periodo de tiempo, la larva acumulará las sustancias a excretar en su intestino hasta que se forme la pupa, momento en el que se liberarán todas estas sustancias en un proceso que dura una hora.
La pupa se desarrollará dentro de los huevos en un periodo de 11 días, que es el momento en el que saldrán los adultos. Durante las primeras ocho horas, se desarrollan los ojos compuestos, seguido de la esclerotización y segmentación del cuerpo, que termina a los 8 y 9 días respectivamente. Unos días más tarde, en donde se acaban de desarrollar los órganos internos, saldrán los adultos: primero los machos y luego las hembras, que se reproducirán y volverán a parasitar otros huevos.
El ciclo puede acelerarse a mayor temperatura: a 32 grados centígrados, se necesitan 170 horas para completarlo, en comparación a las 260 horas que se necesitan a 21 grados. Con una temperatura de menos de 12 grados centígrados no se puede completar el ciclo ya que, aunque se llega a formar la larva, éstas no se transforman en pupa. A 35 grados centígrados ocurre el mismo hecho.

### Mecanismos de defensa de los hospedadores

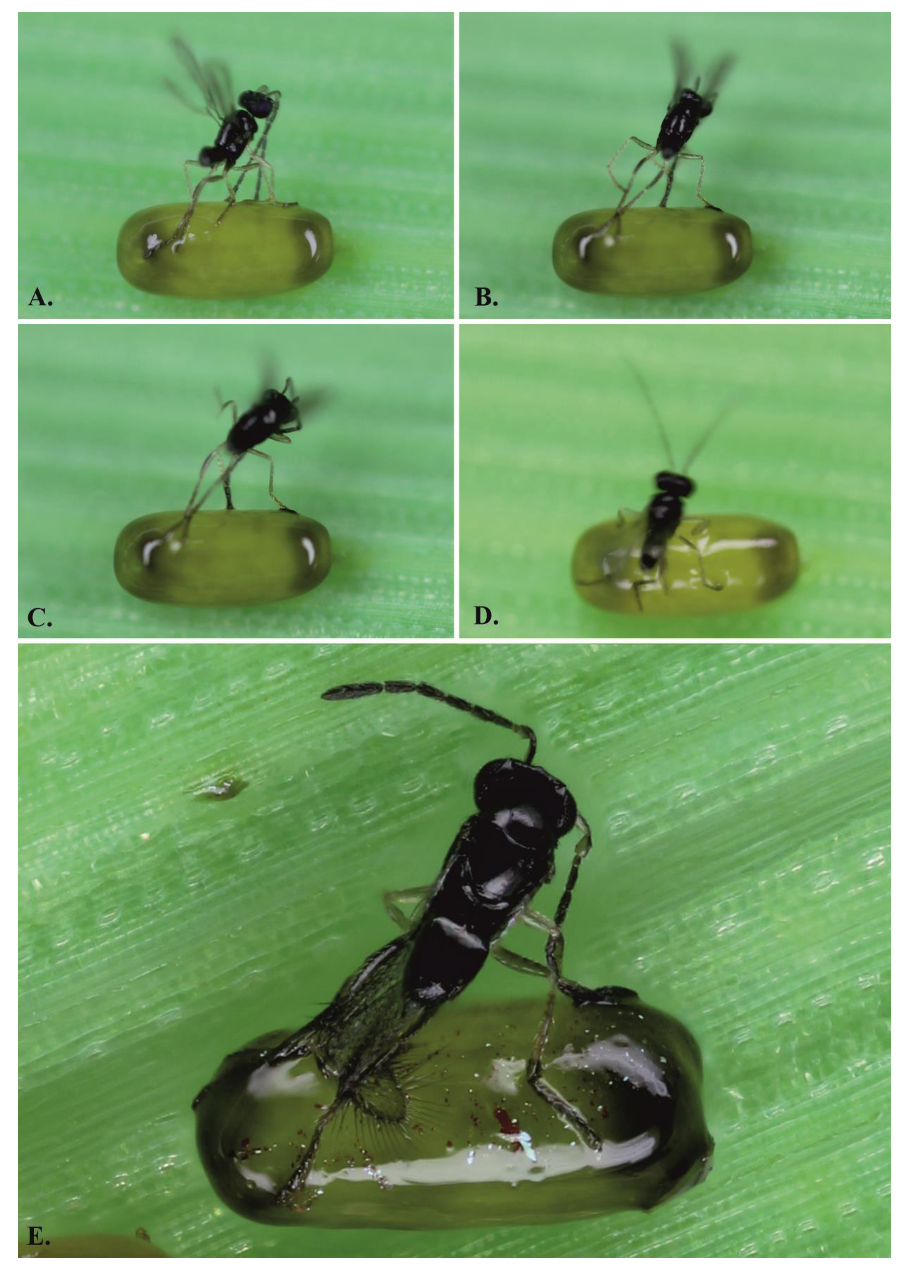
Mecanismo de defensa de Oulema gallaeciana contra la ovoposición de Anaphes flavipes, mediante una cubierta pegajosa en los huevos.

En el género Oulema, se da un mecanismo de defensa contra la oviposición de las hembras: normalmente, los huevos de este grupo de escarabajos tienen una cubierta pegajosa que permite que éstos se enganchen a las hojas o hierba en donde la hembra los deposita.  En algunas poblaciones, esta capa pegajosa puede hacerse mucho más gruesa. En consecuencia, en el momento en que Anaphes flavipes realiza la oviposición, pueden suceder 3 cosas:
- La hembra se adhiere a la capa pegajosa y es incapaz de parasitar o liberarse. En este caso, la capa pegajosa logra proteger el huevo específico.
- La avispa es capaz de parasitar el huevo, pero no puede despegarse de la superficie del huevo. De esta manera, otros huevos de escarabajos en las cercanías estarían protegidos contra la parasitación por esta hembra en particular.
- La avispa parasita con éxito y posteriormente abandona al hospedador, pero luego debe limpiarse. Al principio, esta defensa puede parecer ineficaz, porque la capa pegajosa no protege el huevo de la parasitación. Sin embargo, este tercer comportamiento podría conducir a la especialización en las avispas con esta "experiencia", ya que luego podrían preferir huevos sin la capa pegajosa.

### Sex-Ratio
En las especies parasitoides gregarias con determinación de sexos haplodiploide, la hembra debe escoger el tamaño de la puesta y, a su vez, la proporción de machos y hembras que habrá en la próxima generación, fertilizando o no los huevos.
En Anaphes flavipes la sex ratio suele estar sesgada hacia las hembras, de manera que solo haya los machos necesarios para fecundar a las hembras antes de su dispersión. Sin embargo, las puestas con mayor número de hembras requieren más cantidad de alimento, ya que su capacidad reproductiva es más sensible a la falta de recursos.
Cuando hay abundantes hospedadores, pueden poner puestas pequeñas, con solo una hembra por individuo. Las hembras que emergen (F1) son de gran tamaño y vuelan de manera eficiente, por lo que pueden aparearse con machos de otras nidadas.  La siguiente generación (F2) estará formada por hembras más fértiles que desplazarán la proporción de sexos de su próxima puesta hacia las hembras. 
Por contra, una disminución de los recursos aumenta el tamaño de la puesta y emergen hembras más pequeñas y menos fértiles (F1), que se aparean con machos de su misma nidada. Las hembras poco fértiles tienden a tener puestas con más machos para asegurar que toda la progenie femenina pueda ser fertilizada, por lo que en este caso la proporción de sexos de la F2 estará sesgada hacia el sexo masculino. 

## Relación con los humanos
Oulema melanopus, conocido como escarabajo de las hojas de cereales, es el causante de grandes plagas en cultivos de cereales. Su distribución era paleártica y estaba ampliamente extendido por toda Europa, hasta llegar al centro de Asia. Sin embargo, en 1959 fue observado por primera vez en Míchigan, Estados Unidos y, en 1971, ya había causado daños en 11 estados y había llegado a Canadá.
Científicos europeos investigaron el papel de Anaphes flavipes como parásito de los huevos de Oulema melanopus y concluyeron que podía ser viable introducirlo en Estados Unidos para el control de las plagas. Entre 1966 y 1970 se transportaron diversos cargamentos de huevos parasitados con diferentes cepas de Anaphes flavipes provenientes de distintos países europeos (Francia, Italia, Rumania, España…). La introducción de la especie fue un éxito y es por ello que es considerada un importante agente de control biológico.